# Wjazd pociągu na stację w La Ciotat
Wjazd pociągu na stację w La Ciotat (fr. L'arrivée d'un train à La Ciotat) – francuski niemy film dokumentalny w reżyserii braci Lumière. Wbrew mitowi premiera filmu nie odbyła się 28 grudnia 1895 roku. Program dziesięciu filmów wówczas wyświetlanych tego tytułu nie wspomina. Pierwszy publiczny pokaz odbył się 25 stycznia 1896 roku.

## Opis

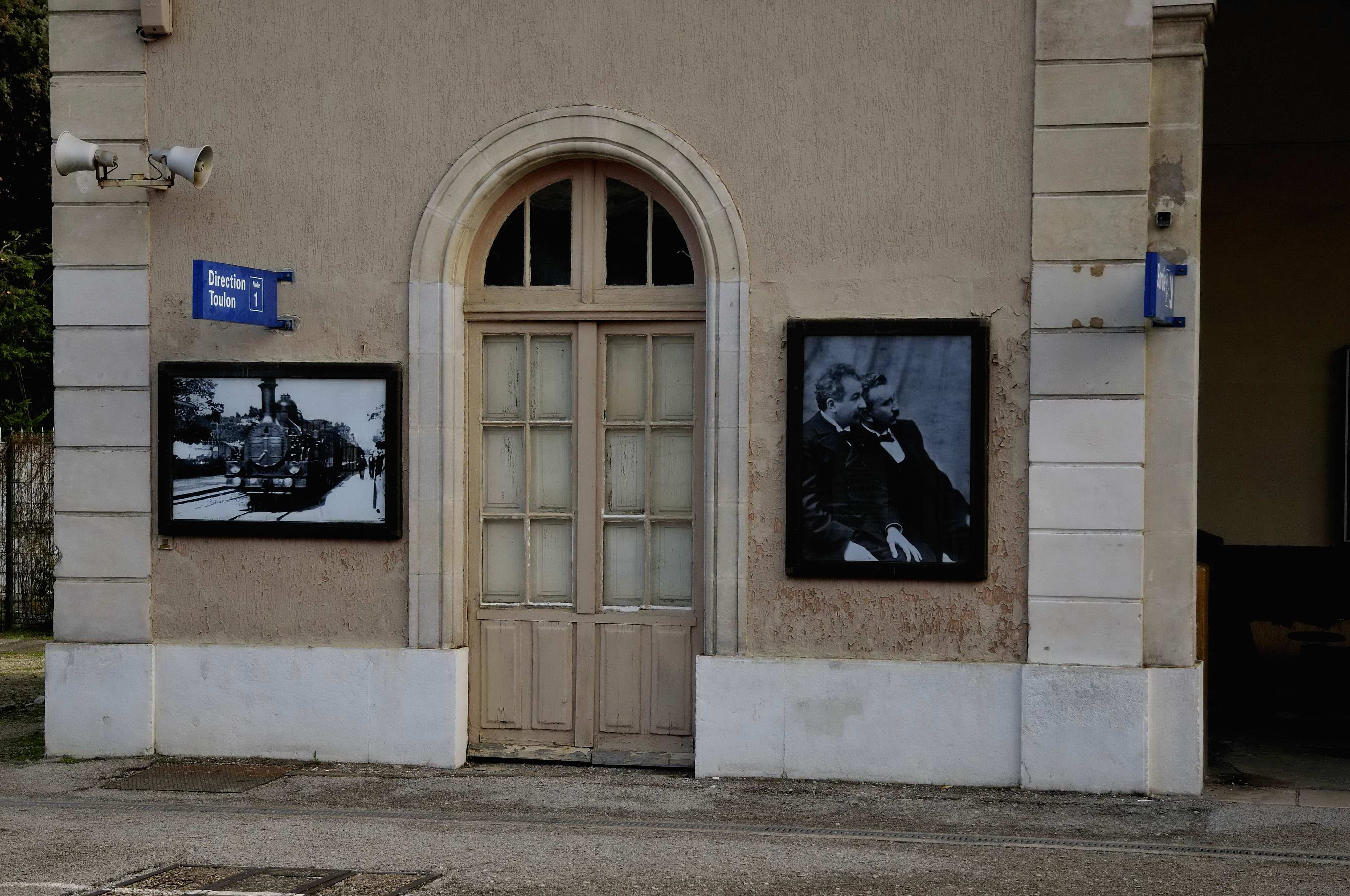
Stacja kolejowa w La Ciotat.

Film został nakręcony za pomocą skonstruowanego przez braci Lumière kinematografu na taśmie filmowej 35 mm w formacie 1,33:1 (4:3). Trwa 50 sekund i przedstawia wjazd lokomotywy parowej na stację w mieście La Ciotat. Podobnie jak inne wczesne filmy braci Lumière, Wjazd pociągu na stację w La Ciotat nie posiada żadnej fabuły czy przesłania, jest to po prostu krótka migawka z codziennego życia. W filmie nie ma wyraźnego, zamierzonego ruchu kamery, składa się on z jednego ujęcia, kręconego w czasie rzeczywistym.

## Odbiór
Z filmem związana jest pewna znana w świecie kina legenda. Mówi ona, że kiedy film został po raz pierwszy pokazany publicznie, widownia była tak przerażona widokiem jadącego wprost na nich pociągu, że widzowie siedzący najbliżej ekranu krzyczeli i uciekali w popłochu na drugi koniec pokoju. Hellmuth Karasek w niemieckim czasopiśmie „Der Spiegel” napisał, że film „miał szczególnie trwały wpływ; tak, wywołał strach, przerażenie, a nawet panikę”. Wiele osób wątpiło jednak w prawdziwość tego zdarzenia, m.in. profesor medioznawstwa Martin Loiperdinger, który pisał o tym w swoim eseju Lumière's Arrival of the Train: Cinema's Founding Myth. Inni, m.in. teoretyk Benjamin H. Bratton, przypuszczali natomiast, że domniemana reakcja widowni mogła być spowodowana tym, że pomyliła ona projekcję filmu z prezentacją obrazu stworzonego za pomocą camera obscura, która wtedy była jedyną inną techniką, umożliwiającą wytworzenie naturalnego ruchomego obrazu na ścianie. Niezależnie od tego, czy takie zdarzenie faktycznie miało miejsce, film niewątpliwie zaskoczył ludzi, nieprzyzwyczajonych do tego typu iluzji.